# Pororo
Pororo de kleine pinguïn (hangul:뽀롱뽀롱 뽀로로, Porong Porong Pororo) is een Koreaanse tekenfilmserie geproduceerd door Iconix Entertainment. Productie begon in 2002 en in 2003 werd de serie voor het eerst uitgezonden op het Koreaanse televisiestation EBS-TV. De show is momenteel, naast Korea, ook te zien in Frankrijk, Hongkong, Taiwan, India, Singapore en enkele Scandinavische landen. De serie richt zich met name of peuters en kleuters. In 2010 is de serie aangekocht door de Nederlandse Publieke Omroep (NPO) voor Zappelin.

## Samenvatting
Pororo is een kleine pinguïn. Hij woont in een met sneeuw bedekt bos in Antarctica en samen met zijn vriendjes beleeft hij allerlei avonturen. Pororo leeft samen met zijn vriendje Crong, een baby-dinosaurus, in een chalet.
In het eerste seizoen heeft Pororo nog drie vrienden:
- Loopy. Een roze vrouwtjesbever met een voorkeur voor koken en kunst. Haar huisje is een uitgehold boom.
- Crong. Zo heet de Baby-Dinosaurus. Hij kroop uit het mysterieuze ei dat Pororo op de ijsberg vond.

Pororo was het eerste wat hij zag toen hij zijn ogen opendeed, en nu denkt hij dat deze zijn oudere broer is.
- Poby. Een ijsbeer met een huisje aan de rand van een gletsjer. Hij houdt van fotograferen en ijsvissen.
- Eddy. Een slimme vos met een voorliefde voor het uitvinden van dingen. Hij woont in een grote boomstronk.

In het tweede seizoen krijgt Pororo er nog twee vriendjes bij:
- Petty. Een vrouwtjespinguïn op wie Pororo natuurlijk smoorverliefd wordt. Ze is sportief en haar nieuwe vriendjes bouwen een huisje voor haar.
- Harry. Een kolibrie die, op zoek naar een plek om rustig te kunnen zingen, een verkeerde afslag heeft genomen. Zijn zangtalent wordt door zijn vriendjes niet gewaardeerd. Harry trekt bij Poby in.

## In de Benelux
De serie Pororo & vriendjes is in Zuid Korea ontdekt door Hyuk Brands en is sinds 2008 in Nederland via Stardust Media BV. houder van licentierechten voor tv en merchandising in de Benelux.  Er zijn tot 2011 7 afleveringen vertaald naar het Nederlands. Deze afleveringen zijn speciaal gemaakt voor het Fantastisch Kinderfilmfestival in Amsterdam in 2009.
In 2011 is seizoen 1, 52 afleveringen, vertaald naar het Nederlands. In 2010 is de serie aangekocht door NPO (Zappelin - EO).
20 augustus 2014 is het eerste Nederlandstalige YouTube kanaal voor Pororo online gegaan.

## De serie
De serie bestaat uit drie seizoenen van elk 52 afleveringen. Elke aflevering is ca. 7 minuten inclusief begin- en eindtune. In 2010 is begonnen aan de productie van seizoen 4.

## Evenementen
De serie is in Zuid-Korea dermate populair dat in 2008 is begonnen aan een serie liveoptredens van de karakters uit de serie. Deze trekken duizenden ouders met kinderen. De voorstellingen worden op dit moment alleen nog in Zuid-Korea gegeven.